# Thônex
Thônex er en by i det vestlige Schweiz, med 14.122(2018) indbyggere. Byen ligger i Kanton Genève, på grænsen til nabolandet Frankrig.